# 龍海寛
龍 海寛（りゅう かいかん、Long Haikuan、? - 1862年）は、清末のトン族の蜂起の指導者。
貴州省天柱壩平出身。秀才出身。1861年に蜂起して壩平を陥落させた。翌年、姜映芳の指揮下に入って天柱県城を占領し、政権樹立に加わった。5月には陳大六とともに湖南省に進撃し、青渓（現在の鎮遠県）を占領して、貴州省に入る湘軍の補給路を断った。さらに玉屏で清軍3千人を破って東進を続けたが、清軍は主力が東進を続ける隙に本拠地の天柱を陥落させた。龍海寛は黎平に逃れたが、清軍の襲撃に遭って戦死した。